# Dödträ
Dödträ är en gammal benämning på solitt trä vid för- och akterskarp som ökar fartygets friktionsyta i vattnet utan någon synnerlig ökning av volymen. En av applikationerna för detta är när man vill få ner barlastkölen utan att öka volymen på skrovet. Äldre båtar med synnerligen djup för- och/eller akterskarp bygger man ibland om och tar bort bordläggningen samt bygger igen skarpen med dödträ i form av knän för att slippa fuktfällorna som djupa skarpar utgör.